# WPIX
WPIX（チャンネル11）は、アメリカ・ニューヨーク州ニューヨーク市にあるテレビ局。ミッション・ブロードキャスティングが所有し、ネクスター・メディア・グループによるローカルマーケティング契約（LMA）に基づいて運営されており、ネクスターが2022年10月に75%の所有権を取得したCWテレビジョンネットワーク（The CW）の「事実上の」直営局及び旗艦局となっている。1948年の創業以来、WPIXのスタジオとオフィスは、ミッドタウン・マンハッタンの東42丁目（「11 WPIXプラザ（11 WPIX Plaza）」としても知られる）のデイリーニューズ・ビルディングに置かれている。送信所はエンパイア・ステート・ビルディングにある。
WPIXは、アメリカとカナダの衛星とケーブルを介して地域のスーパーステーションとしても利用できる。これは、市場規模の人口で最大のCW提携局である。

## 歴史

### 独立局として（1948〜1995）

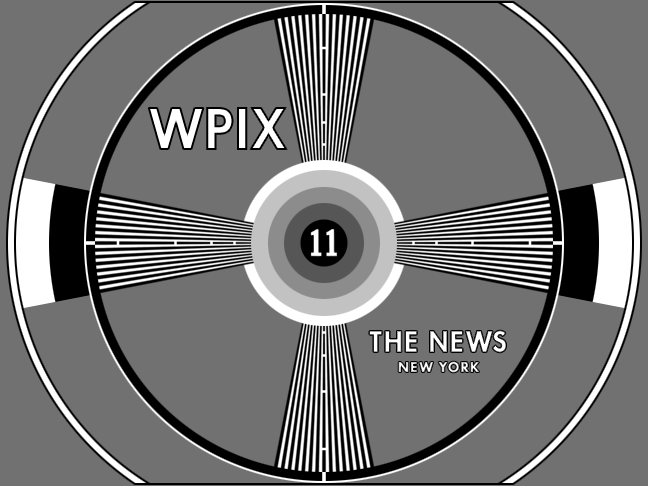
初期のWPIXテストパターン、1948年、1949年から1976年まで

WPIXは、1948年6月15日に初放送を行った。これはニューヨーク市内のテレビ局では5番目であり、市場で2番目の独立局だった。また、1948年にニューヨーク市場で開局された3つの放送局のうち、ニュージャージー州ニューアークを拠点とする独立局のWATV（チャンネル13、現在のWNET）の1ヶ月後、WJZ-TV（チャンネル7、現在のWABC-TV）の開局2ヶ月前にデビューした。WPIXのコールサインは、当局を設立した新聞社のニューヨーク・デイリーニューズのスローガンから来ている。そのスローガンは「ニューヨークの写真新聞（New York's Picture Newspaper）」だった。デイリーニューズの部分的な親会社は、シカゴ・トリビューンの発行元であるシカゴを拠点とするトリビューン・カンパニーだった。

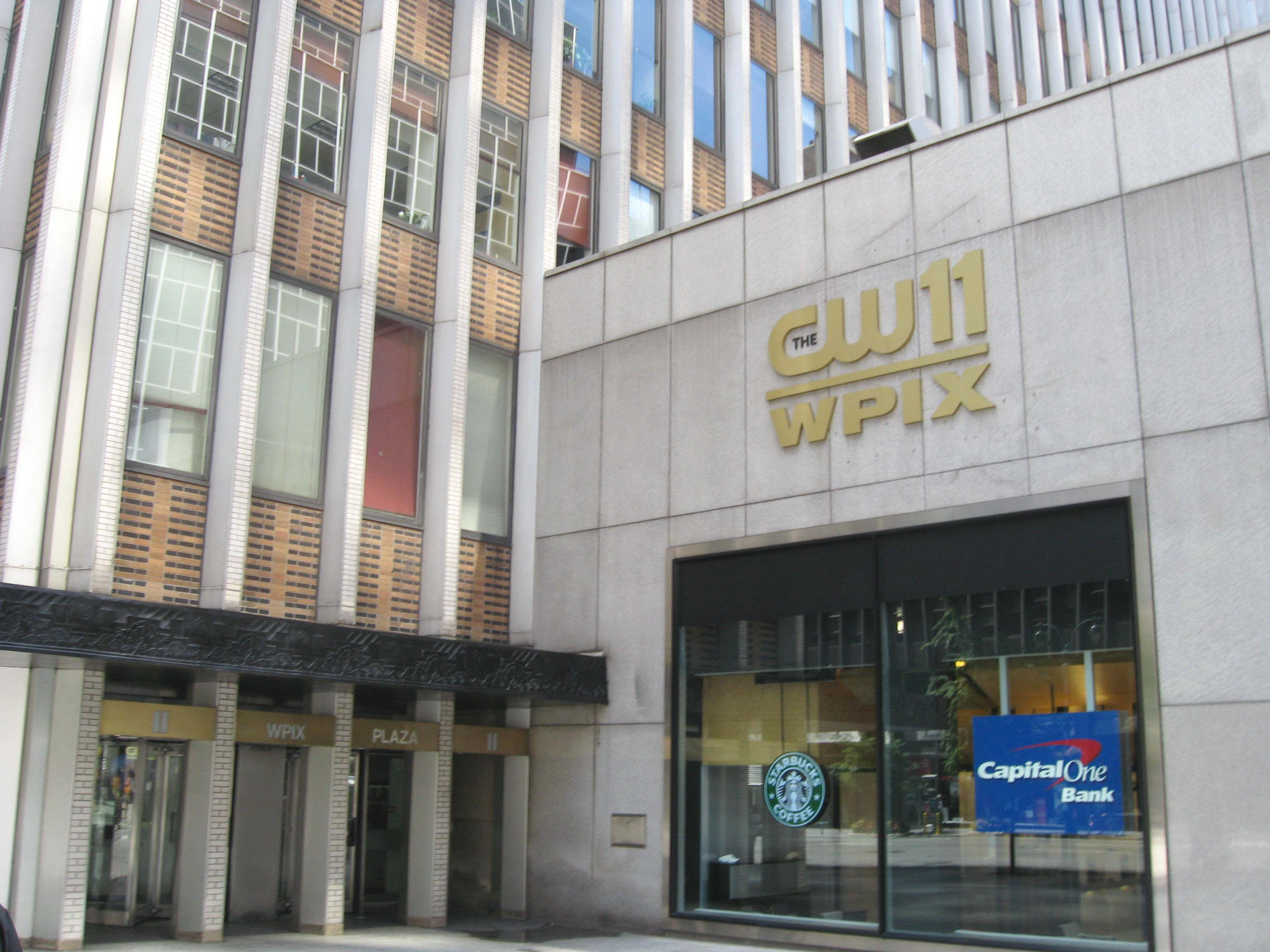
42丁目2番街の南西の角にあるWPIXプラザ

1991年にトリビューンによって完全に所有されるまで、WPIXは、「ニューズ」所有のライセンス所有者であり、1963年にニューヨークのラジオ局WBFM（101.9 FM）を買収し、すぐに同局のコールレターをWPIX-FMに変更したWPIXインコーポレーテッド（WPIX, Incorporated）を通じて、会社の他のテレビやラジオ（1948年4月にWPIXの2ヶ月前に開局したシカゴのWGN-TVを含む）のアウトレットとは別に運営されていた。イギリスの実業家ロバート・マクスウェルは、1991年にデイリーニューズを買収した。トリビューンはWPIXとWQCDを保持し、ラジオ局は1997年にエミス・コミュニケーションズに売却された（現：WFAN-FM）。WPIXは当初、子供向け番組、映画、ネットワーク番組のシンジケート再放送、広報番組、宗教番組、スポーツ中継など、独立系企業の間で標準的な番組を取り上げていた。具体的には、ニューヨーク・ヤンキースの試合をWPIXが1951年から1998年まで放送した。
何世代にもわたるニューヨークの子供たちにとって、チャンネル11は記憶に残る個性の本拠地でもあった。1955年、元WPIXスタッフで気象予報士のジョー・ボルトンが警官の制服を着て「オフィサー・ジョー」になり、「アワ・ギャング」、「三ばか大将」、後に「ポパイ」の短編映画をベースにしたいくつかの番組のプレゼンターを務めた。別の初期のWPIXパーソナリティであるジャック・マッカーシー (テレビ)も、1960年代初頭に「キャプテン・ジャック」として「ポパイ」と『ザ・ディック・トレイシー・ショー』の漫画を主催したが、1949年から1992年まで11チャンネルの聖パトリックの日のパレード報道の長年のプレゼンターでもあった。WPIXは、1959年から1964年にかけて、ローカルバージョンの『ゆかいなボゾ』（ビル・ブリテン役）を放映し、コミックパフォーマーのチャック・マッキャンとアレン・スウィフトも、1960年代半ばに、ハリウッドの他のエンターテインメント作品に移る前に、WPIXで番組を主催した。ジャズ歌手のジョヤ・シェリルは、平日の子供向け番組『ジョヤの時間（Time for Joya）』（後に『ジョヤの楽しい学校』として知られる）の司会を務めた。チャンネル11は、1972年から1984年までWPIXで放送された『マジックガーデン』シリーズを制作した。1970年代後半から1982年春にかけて、午後の番組のコマーシャル休憩時間に放映されたテレビビデオゲーム番組『TV PIXX』が放映された。子供たちは、賞品を獲得することを期待して、電話でビデオゲームを操作する機会を求めてWPIXに電話をかけた。
WPIXの番組編成のもう1つの重要な点は、映画の選択だった。多くの独立局とは異なり、WPIXのライブラリは、主要なスタジオや低予算のB級映画から、サミュエル・ゴールドウィンが制作した映画やイギリスからの輸入品まで、通常の提供を超えていた。また、1934年の映画「木製の兵士たちの行進」が感謝祭に放送されるなど、WPIXの伝統となった様々な映画を休日に放送することで、多くの地域の視聴者に有名になった。映画番組に対するこの評判（WPIXの歴史の殆どで、映画はプライムタイムの毎晩20:00に上映されていた。また、週末のスケジュールの多くは映画で構成されていた）は非常に根強く、1980年代後半から1990年代にかけて、頻繁に「New York's Movie Station（ニューヨークの映画放送局）」として宣伝された。もう1つの注目すべき番組編成スタントは「Shocktober」で、10月中ずっと、様々なホラー映画やスリラー映画が上映された。これは1990年代初頭に数年間発生し、地域の視聴者の間でカルト的な人気を博した。
初期から1960年代にかけて、WPIXは、ニューヨークの他の2つの主要な独立系企業のWOR-TV（チャンネル9、現：WWOR-TV）とWNEW-TV（チャンネル5、現：WNYW）と同様に、他の番組の取得に苦労していた。1966年、WPIXはクリスマス音楽と暖炉の中で燃える丸太のフィルムループを組み合わせたスローテレビ番組『ユール・ログ』をデビューさせた。最初は1989年までクリスマスイブやクリスマスの朝に放映されたこの映画は、1966年に制作され、当時のニューヨーク市長であるジョン・リンゼイの協力を得てグレイシー・マンションで撮影された。WPIXは、2001年に視聴者の需要により『ユール・ログ』を復活させ、同様に人気があることが証明されている。トリビューンの他のテレビ局のいくつか（及びWGNアメリカとアンテナTV）は、2000年代後半からクリスマスの朝にオーディオサウンドトラックを備えたWPIXバージョンを放送し、WPIXのウェブサイトでもオンラインでストリーミングされている。1977年以来、チャンネル11は、毎年クリスマスイブに聖パトリック大聖堂からミッドナイトミサの生放送を実施している。

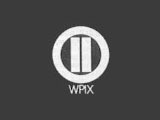
1969年から1976年及び1984年から1995年に使用されたWPIXの「サークル11」ロゴ。

同局の有名な「サークル11（Circle 11）」ロゴは、ワールド・トレード・センター（1973年4月4日にオープン）の存在に先立って、1969年に初披露された（「サークル11」のロゴが入ったWPIXの広告看板がその年にヤンキー・スタジアムに登場し始めた）。1970年代半ばまでに、WPIXは、WNEW-TVに次ぐ、この地域で2番目に評価の高い独立局として登場した。WPIXは、1976年9月に「11アライブ（11 Alive）」としてブランド名を変更した際、「サークル11」を削除したが、1982年頃まで同局の声明放送で登場し続け（「アライブ」のスローガンは、アトランタのWXIA-TVなどの放送局で人気があり、1995年の短い削除を除いて、それ自体が「11アライブ」としてブランド化されている）、「サークル11」のロゴは1984年に「11アライブ」ブランドの一部として復活し、1986年秋に全時間帯で復元された。そのリニューアルは、架空の駅員「ヘンリー・ティルマン」が完璧なWPIXシンボルとして機能する、ニューヨークならではの何かの「大きなアイデア」を探していた一連のユーモラスなプロモーションを特徴としていた。これらの広告の定番ギャグは、ティルマンが巨大な「11」に似たオブジェクト、特にワールドトレードセンターのツインタワーに常に囲まれているという事実だったが、気付かれることはなかった。

1978年、WPIXは衛星にアップリンクされ、アメリカ中のケーブルプロバイダーに配布されるスーパーステーションになった（多くのプロバイダーは、アメリカ北東部以外のほとんどのシステムがWPIXをWGN-TVのスーパーステーションフィードに置き換え始めた1990年代初頭まで、WPIXの信号を伝送していたが、同局は引き続き国内のディッシュ・ネットワークを通じて配信されている（2013年9月に新規加入者へのパッケージの販売を停止したため、アラカルト有料テレビスーパーステーション層の適用除外加入者のみが利用できる）およびカナダ全土のほとんどのケーブルおよび衛星プロバイダーで利用可能である）。2年後、WPIXは24時間の番組スケジュールで運用を開始した。
1980年代後半、WPIXはニューヨークのVHF局の中で、WNYW（現在はFOXが所有）と復活したWWOR（当時はMCA-ユニバーサルが所有）に次ぐ6位に落ちた。レヴィット・ポープ社長がゼネラルマネージャーを辞任した後（彼はWPIXの社長兼CEOのままだったが）、マイケル・アイグナーはロサンゼルスの姉妹局KTLAから1989年8月にWPIXのゼネラルマネージャーに異動した。
次の数年にわたって、放送局は遅い方向転換を設計し、最終的にWPIXは市場で主要な独立局になった。1994年に、同局はニューヨークシティマラソンの独占的な本拠地になり、次の5年間、同イベントを開催した。WPIXが定型化されたセリフの「11」ロゴを発表したのは、そのイベントの最初の放送中で、新しい数字の外観は最終的に全時間帯のロゴになり、1995年にそのネットワークに加盟した放送局の後にThe WBのロゴが追加された。
1994年1月中旬、同局は『TekWar』テレビ映画で『アクション・パック』番組ブロックの放送を開始した。WPIXは、番組を放送しているすべての放送局の中で最大の評価を獲得し、11.7 / 17の評価を獲得した。

### WB系列（1995年〜2006年）
1993年11月2日、タイムワーナーのワーナー・ブラザース・テレビジョン部門とトリビューン・カンパニーは、The WBテレビジョンネットワークの設立を発表した。同社はネットワークに所有権を持っているため（22％に拡大する前に、最初は12.5％の株式）、トリビューンは独立局の大部分にWBのチャーター系列局として署名し、1995年1月11日のデビュー時に初めてWPIXがネットワーク系列局になった。
同局は、1997年に「The WB 11」に、さらに2000年に「WB 11」に簡略化されるまで、「The WB、Channel 11」（1986年から使用されている「Channel 11」ブランドにWB名を追加するだけ）として口頭でブランド化されました。当初、WBは開局時に水曜日夜にゴールデンタイムの番組のみを放送していたため、WPIXの番組は変更されていなかった。ネットワークの最初の4年間、他のWB系列局と同様に、WPIXは、WBがネットワーク番組を提供しなかった22:00のニュース番組の前に、長編映画を上映し、最初に放送された台本通りのシリーズを選択した。
WBネットワークとシンジケートされた昼間の番組（『モーリー』や『ジェリー・スプリンガー・ショー』など）は、ニュース以外の地元の関心のある番組のほとんどを犠牲にして、1996年から始まるチャンネル11のスケジュールでより目立つようになった。1999年9月、WBがゴールデンタイムの拡張を完了し、ネットワークが日曜日から金曜日の夜に番組の放送を開始したとき、映画は土曜日夜と週末午後に限定されていた。

#### 9月11日の同時多発テロ事件
2001年9月11日、アメリカ同時多発テロ事件が発生。ハイジャックされた2機の飛行機がワールド・トレード・センターに激突した際、WPIXの送信所設備、他のいくつかのニューヨーク市地域のテレビ局とラジオ局が破壊され、複合施設の両方のメインタワーは、衝撃による火災のために崩壊した。WPIXの主任エンジニアであるスティーブ・ジェイコブソン（Steve Jacobson）は、このテロによる犠牲者の一人だった。WPIXの衛星フィードは、WTCマストから受信した最後のビデオフレーム、ノースタワーの燃焼の画像、及びサウスタワーの衝撃の開始時にフリーズし、WPIXが代替送信設備をセットアップできるようになるまで、画像は一日中画面に表示されたままだった（WPIXの衛星フィード用のマイクロ波伝送中継もワールド・トレード・センターにあった）。WPIXは暫定的にW64AAでも放送した。それ以来、WPIXはエンパイア・ステート・ビルディングから信号を送信している。
2001年9月11日の同時多発テロの同局の報道は、WPIXのヘリコプターが、全ての航空機を接地したFAA指令に続いて最後に着陸したという点で注目に値した。WPIXは、ワールドトレードセンターの崩壊後もヘリコプターからの空中ビデオの放映を継続する特別な許可を与えられたが、その許可は、WPIXが映像をプールカメラとして配布することを条件としていなかった。WPIXのヘリコプターからの映像は、NISTがワールドトレードセンター複合施設の崩壊を調査する際に使用した多くのビデオの1つだった。

### CW系列（2006年〜現在）

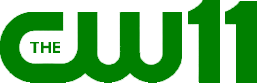
2006年9月18日から2008年11月30日まで使用されたWPIXロゴ。このロゴはセントルイスの姉妹局KPLR-TVでも使用された。

2006年1月24日、タイム・ワーナーとCBSコーポレーションのワーナー・ブラザース・エンターテイメントユニットは、両社がThe WBとUPNを閉局し、代わりに2つのネットワークのそれぞれの番組を組み合わせて、CWと呼ばれる新しい「5番目の」ネットワークを形成すると発表した。発表の一環として、トリビューンは、WPIXを含む19のWB系列局のうち16局について、ネットワークと10年間の提携契約を締結した。トリビューンは、CWの所有権を行使しないことを選択したことにより、WPIXは、CBSコーポレーション（現：バイアコムCBS）またはタイム・ワーナー（現：ワーナーメディア）のいずれも所有していない最大のCW系列局となり、それぞれのネットワークの所有及び運営局ではない最大の英語のネットワーク系列局、及びネットワーク所有されていない唯一の主要なニューヨーク市のテレビ局である。
WPIXは、2006年夏にオンエアブランドを「CW 11」に移行し始めた。同年9月17日22:00のニュース番組の開始前（The WBの番組の最後の夜『お気に入りと別れの夜』とThe CWの正式な打ち上げの前夜に続いて放送された）、WBの最後のスターを特集したWBの最後のサインオフバンパーを放映した直後、同局は過去のWPIXロゴのビデオモンタージュを放送した。1948年のテストパターンから始まり、新しい「CW 11」ロゴの公式発表で終わった。
2007年4月2日、投資家のサム・ゼルは、上場企業を非公開にすることを目的として、トリビューン・カンパニーを買収する計画を発表した。取引は同年12月20日に完了した。売却が終了する前は、WPIXはニューヨーク市で所有権取引に関与したことのない唯一の民間テレビ局だった（その後、トリビューンは、ゼルのレバレッジド・バイアウトから発生した債務と会社の民営化による費用のために、2008年に連邦倒産法第11章に基づく破産保護を申請し、2012年12月に、上級債務者であるオークツリー・キャピタル・マネジメント、アンジェロ・ゴードン・アンド・カンパニー、JPモルガン・チェースの管理下で破産から脱却した）。同局は2008年10月中旬にWB時代の「11」のスリムバージョンを特徴とする近代化された「サークル11」ロゴを徐々に採用し始めた（CWロゴは、主にCW番組のステーションプロモーションで、「サークル11」の横に使用されることがある）。その後、2008年12月1日にステーションブランドが「PIX 11」に変更された（コールサインの「PIX」は、「ピックス」という単語と同様に音声で発音される）。
2012年8月17日、ケーブルビジョン (アメリカ)はトリビューンとの運送紛争の一環で、ニューヨーク都市圏のシステムから当局を削除し、WPIXの姉妹局であるハートフォードのWCCT-TV、フィラデルフィアのWPHL-TV、デンバーのKWGN-TVがこれらの市場のケーブルビジョンのシステムから削除された。ケーブルビジョンは、トリビューンが債務の返済を支援するために使用するために、より高い運送費（合計で数千万ドルと主張）を要求したと非難し、WPIXとハートフォードのWTIC-TVの運送契約を違法に束にしたと主張した（後で同様に引っ張られたが、共同所有のWCCTとは異なり、最初は別の運送契約のために影響を受けなかった）。同社は、「そのアプローチがFCC規制に準拠している」と述べ、主張を否定した。コネチカット州上院議員のゲイル・スロスバーグがFCCに紛争への介入を求めた後、同年10月26日に合意された合意により、当局とWGNアメリカは復旧した。
2016年5月23日、WPIXの所有者であるトリビューン・ブロードキャスティングとCWは、2020〜2021年のテレビシーズンを通じて、トリビューンの12のCW系列局（WPIXを含む）とのネットワークの提携を更新する5年間の提携契約に達し、この取引は、CWのマネージングパートナーであるCBSコーポレーションとトリビューンの間で、金銭的条件、特にCWがグループのCW関連会社に求めていた逆報酬の金額に関して1年にわたる意見の不一致の後に行われた。

#### シンクレアの買収の試みとその後の取引
シンクレア・ブロードキャスト・グループは、2017年5月8日にトリビューン・メディアを39億ドルで買収し、さらにトリビューンの負債27億ドルを引き受ける計画を発表した。規制当局の承認を満たすために、WPIXは、第三者への売却のためにシンクレアによって特定されたいくつかの放送局の1つであり、シンクレアのパートナーのライセンシーであるカニンガム・ブロードキャスティングが、市場価値を下回る1,500万ドルの購入価格でWPIX-TVの購入者であることが後に明らかになった。その売却が発表されてから数週間後、シンクレアはWPIXを完全に保持することを意図して転売を撤回した。ダラスとヒューストンのトリビューン放送局と共に、WPIXをカニンガムに売却しようとしたこと、特にWGN-TVをシンクレアのエグゼクティブチェアマンであるデイビッド・D・スミスの友人が管理するLLCに売却する計画があったため、FCCの会長であるアジット・パイは合併を公然と拒否した。シンクレアが売却を断念したにもかかわらず、FCCは証拠審査のために合併を提出することに投票した。トリビューン・メディアは2018年8月9日に合併を完全に終了するよう申し立て、その過程で契約違反の訴訟を起こした。
シンクレアとの取引が崩壊した後、ネクスター・メディア・グループは2018年12月3日にトリビューン・メディアの資産を64億ドルの現金と負債で取得することに合意した。その後、WPIX-TVは、合計13億2,000万ドルに上る一連の売却の一環として、ネクスターによってE・W・スクリップス・カンパニーに7,500万ドルで売却され、両方の取引は2019年9月19日に完了した。契約条件に基づき、ネクスターは2020年3月31日から2021年12月31日までの間にWPIXを買い戻すオプションをスクリップスから付与された。ネクスターのパートナーのライセンシーであるミッション・ブロードキャスティングは、2020年7月13日にWPIXを購入するオプションを行使した。これは、WPXN-TVの所有者であるアイオン・メディアとスクリップスの最終的な合併と一致していた。ミッションへの売却は、12月1日にFCCによって承認され、12月30日に完了した。

## 番組

### ニュース運用
殆どの放送局が1940年代後半から 1950年代前半にかけて行ったように、WPIXはニュースイベントの報道を撮影して放映した。最初のニュース番組『TelePIX Newsreel』は、ニューヨーク市で初めて完全に撮影された報道で構成されたものだった。1948年から1965年にかけて、ケビン・ケネディ（Kevin Kennedy）が世界と全国のニュースを読み、ジョン・ティルマン（John Tillman）が地元のニュースを報道し、ジョー・ボルトン（Joe Bolton）が天気予報士を務める3アンカー形式を採用した18:30のニュース番組『Three Star News（スリー・スター・ニュース）』を制作した。ボルトンは後に子供向け番組のホストを任され、グロリア・オコンに取って代わられた。同番組は、「親カストロ支持者」で「デイリー・ワーカー」紙のコピーを便利に腕の下に押し込んで「インタビュー」を受けるなど、ティルマンの「通りすがりの男」のインタビューのいくつかは有給の俳優で上演されたというFCCの苦情を受けて終了された。
1980年6月から1990年6月まで独立放送局にシンジケートされた全国ニュース番組『インディペンデントネットワークニュース』を制作した。ライブフィードが平日21:30（ET）に全国に送信されたこの番組は、チャンネル11のニュースと同じ放送スタッフをフィーチャーし、同じニューススタジオから放送され、様々なセットピースのWPIX独自のロゴが「INN」のロゴで覆われていた。ニューヨーク市では、WPIXが全国ニュースの22:00の再放送と、22:30の生のローカルニュース放送を組み合わせて、『Action News Metropolitan Report（アクションニュース・メトロポリタンリポート）』と呼んだ。1981年に開始された『INN』の正午拡張の一環として、チャンネル11も12:30にニュース番組を開始した。この10年間、WPIXは、『INN』番組を放送する放送局にシンジケートされた、ビジネス指向の『ウォール・ストリート・ジャーナル・リポート（Wall Street Journal Report）』、長年にわたる広報番組『ジ・オープン・マインド』のホストであるリチャード・D・ヘフナーがホストを務める日曜日のニュース討論番組『フロム・ザ・エディターズ・デスク（From the Editor's Desk）』といった他の2つの番組も制作した。
WPIXは、1969年から1995年までニュース運用担当副社長を務めたリチャード・N・ヒューズによって配信された多くのポストニュース社説でも有名だった。彼の社説は、「What's your opinion? We'd like to know.（あなたの意見は何ですか?知りたいです。）」というキャッチフレーズで締めくくられた。定期的に、彼は社説に応えて視聴者の手紙からの抜粋を読み、常に「And that ends that quote.（以上、その引用は終わりです。）」と言って各抜粋を閉じた。1984年、WPIXはローカル及びシンジケートニュース番組の名前を『ジ・インディペンデントニュース（The Independent News）』に変更した。1986年、全国放送の『INN』ニュース放送は『USAトゥナイト（USA Tonight）』に改名され、22:00に放送されたが、19:30の番組は『ジ・インディペンデントニュース』のタイトルを保持し、22:30のローカルニュース番組は『ニューヨーク・トゥナイト（New York Tonight）』に改名された。『INN』が終了された際、19:30の番組も終了し、WPIXは22:00のニュース番組に力を注いだ。

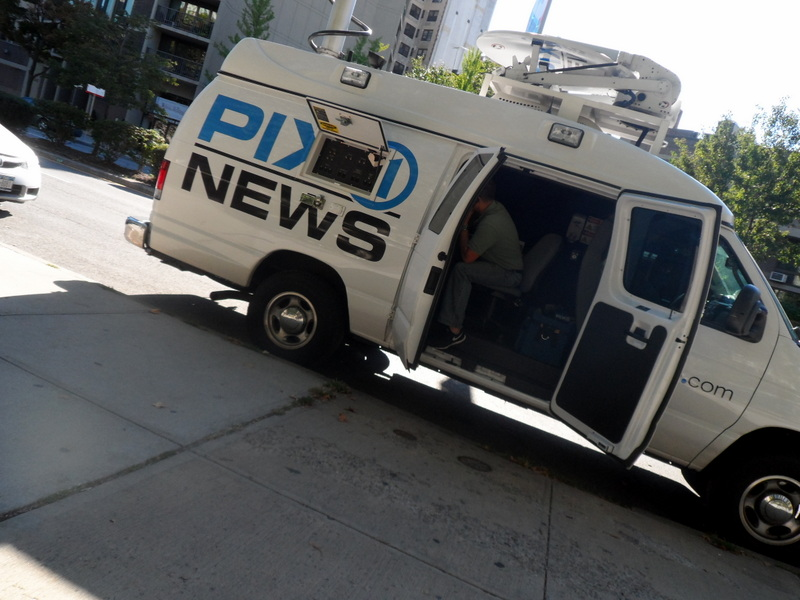
ブルックリンのWPIXのニュースバン

何年にもわたって、チャンネル11は多くのニュース賞を受賞しており、1979年と1983年に初めて小像を獲得し、優れたニュース放送に対してニューヨークエリアのエミー賞を受賞した最初の独立局となった。ストック映像を「衛星経由」で表示されているとラベル付けしたり、音声リポートが実際にはマンハッタンの公衆電話から制作されたのに、プラハからライブであると主張したりしたなど、1960年代後半にニュース報道を改ざんしたとして告発されたニュース運用にとって重要な復活だった。その結果、将来のPBS及びNBCニュース社長のローレンス・K・グロスマンが率いるフォーラム・コミュニケーションズ（Forum Communications）は、連邦通信委員会にアプローチし、チャンネル11を運営するWPIX Inc.のライセンスに異議を申し立てた。WPIXと「デイリーニューズ」は、何年にもわたる訴訟の後、1979年に勝訴した。ライセンスへの異議申し立てと並行して、WPIXは1969年半ばに『Puerto Rican New Yorker』、『Black Pride』、『Suburban Closeup』、『Focus New Jersey』、『Everywoman』、『Rendezvous』、『Jewish Dimension』、『セサミストリート』、『The Green Thumb』を含む9つの公共サービス番組の放送を開始した。
2000年6月5日、確立されたネットワークの朝の番組や、より直接的なライバルであるWNYWの『グッデイ・ニューヨーク』に挑戦するまでに成長した平日の朝のニュース番組『WB11 Morning News』（現：『PIX 11 Morning News』）を開始した。
2008年4月26日、ローカルニュース番組を高解像度で放送し始めたニューヨーク市で4番目のテレビ局となった。WPIXは2009年9月14日に夕方の30分間のニュース番組を再開し、毎晩18:30に放送していたが、2010年6月27日にシンジケートによる再放送に置き換えられた。3ヶ月後の9月11日に、週末夕方18:00のニュース番組を開始した（WPIXは、その時間帯に既存の平日のニュース番組がなく、週末に夕方のニュース番組を放送する数少ないアメリカのテレビ局の1つになった）。2010年9月20日、平日朝のニュース放送を5時間に拡大し、4:00に1時間を追加した。
2010年10月11日、新たに任命されたニュースディレクターのビル・キャリー（Bill Carey）は、視聴率を上げるために、物議を醸すニュース番組の形式変更を導入した。キャリーは、ニュース放送を以前よりも派手にし、カイティ・トンとジム・ワトキンスは、ジョディ・アップルゲイトによる平日22:00の放送のアンカーとして交代し、複数のコメンテーターとエッジの効いたグラフィックと音楽のパッケージが導入された。刷新されたニュース放送の最初の週は、殆どの視聴者や批評家からあまり受け入れられず、WPIXは電話、電子メール、Facebookのコメント、「デイリーニューズ」での痛烈なレビューを通じて多数の苦情を処理した。トンとワトキンスが22:00のニュースに戻ることを求めるFacebookページが作成された。WPIXのスポーツ部門は2011年3月に閉鎖され、スポーツコーナーはWPIXのニュースアンカーが提供する2分間の特集に縮小された。2011年9月、WPIXはワトキンスを週末のアンカーとしての職務から解放し、代わりにトン（現在は土曜日と日曜日17:00と22:00のニュース番組を単独でアンカーを務めている）に取って代わった。2011年後半までに、WPIXのニュース番組の視聴率は最下位にまで落ち込んだ。2012年10月3日に辞任したキャリーは、2013年4月にニュースディレクターとしてマーク・エフロン（Mark Effron）に交代した。
2011年9月12日、夕方のニュース番組を平日夜のスケジュールに戻し、18歳から49歳までの女性を対象とした1時間の17:00の放送を開始した。2012年12月19日、ジョディ・アップルゲイトはWPIXを去り、代理出産による子供の誕生に備えた。朝のアンカーのタムセン・ファダル（Tamsen Fadal）は後に彼女の後任に指名され、WPIXは後に、2013年9月の17:00と22:00のニュース番組でファダルの共同アンカーとしてWNBCスポーツアンカーのスコット・スタンフォード（Scott Stanford）を採用し、2アンカー形式を復活させた。2014年3月、WPIXは消費者担当リポーターのアーノルド・ディアス（消費者調査ユニットの閉鎖により2ヶ月前にWNYWから解雇された）を雇い、新しい4人の調査ユニットを率いた。2014年4月5日、週末夕方のニュース放送を1時間早く、18:00から17:00に変更した。
2014年4月23日、17:00のニュース放送で新しいグラフィックパッケージをデビューさせた（このパッケージで使用されたオープニングシーケンスは2014年1月にデビューしたが、刷新で更新された）、変更に伴い、WPIXは、1993年から2010年の形式変更までWPIXの夕方ニュース放送のテーマとして使用されていたノンストップ・ミュージック（Non-Stop Music）の「WPIX Custom News Package（WPIXカスタムニュースパッケージ）」を復活させた。6月9日、朝のニュース放送を4時間に短縮し（4:00をシンジケート番組に置き換えた）、「重要な朝の時間により多くのリソースを投資する柔軟性」を与えた。2014年7月14日、ジョン・モラー（1999年にWPIXに入社し、朝のニュース放送の開始から2011年にABCニュースに移るまでアンカーを務めた）が夕方の共同アンカーとして戻り、スコット・スタンフォードは、スポーツアンカーを率いるために再割り当てされた（ハイライト番組『PIX11 Sports Desk』の立ち上げを含む、スポーツ部門の段階的な改革の一環として）。
2014年7月のレーティング期間中と2014年8月のレーティング期間中、WPIXはWNYWとWNBCを破り、2011年以来初めて、25歳から54歳の成人（及び他の特定の人口統計）の間で17:00の時間枠で、WABCとWCBSに次ぐ視聴率で3位を獲得し、主要な人口統計で年々増加している市場で唯一のニュース番組だった。WPIXのニュース放送も、25～54歳の人口層で朝と22:00に増加した。
2015年4月20日、WPIXは現在の夕方のアンカーであるジョン・モラーとタムセン・ファダルと共に、平日18:00のニュース番組をデビューさせた。2015年12月8日、元WWORアンカーのブレンダ・ブラックモンの採用と、他の主要局のネットワークニュースに匹敵する新しい18:30の番組の追加を発表した。カイティ・トンとブラックモンは、2016年1月11日に同放送のアンカーを務め始めた。18:30のニュース放送は2016年9月に終了された。
2016年4月13日、5月のスイープに先立ってアンカーの変更を発表した。これには、スコット・スタンフォードが夕方のスポーツアンカーから朝のニュースアンカーに移動し、スカニャ・クリシュナン（Sukanya Krishnan）が含まれる。以前は朝の番組と週末の夜に出演していたコリ・チェンバーズ（Kori Chambers）が、平日17:00版ではタムセン・ファダルと共同アンカーを務め、WPIXの政治報道を担当する。週末のスポーツ業務を担当したアンディ・アドラー（Andy Adler）が、主要なスポーツアンカーとなった。さらに、週末にアンカーを務めていたカラ・ラマ（Kala Rama）とクレイグ・トレッドウェイ（Craig Treadway）が、朝のニュースの最初の部分（5:00～6:00）のアンカーを務める。
2017年5月、再びアンカーラインナップを刷新した。WPIXは、元『CBSモーニングニュース』と『アーリー・トゥデイ』アンカーのベティ・グエンが朝のニュースチームの一員となり、ダン・マナリノ（Dan Mannarino）が戻ってきたことに加えて、スコット・スタンフォードが再び夜の放送のスポーツアンカーに戻ることを発表した。さらに、WPIXは、WCBSラジオのトム・カミンスキー（Tom Kaminski）からの交通情報を特集し始めると発表し、彼がテレビのリポートを提示する際、ヘリコプターは「Air 11」と呼ばれる。
2022年春に番組が終了されるまで、WPIXのニューススタジオはCBSメディア・ベンチャーズの毎日のシンジケートエンターテインメントニュースシリーズ『デイリー・メールTV（Daily Mail TV）』の本拠地だった。これは、「デイリー・メール」のニューヨーク支局がテレビ放送のために費用のかかる改造を行うのを避けるために行われた。WPIXはシリーズに技術スタッフのみを提供し、『デイリー・メールTV』は、スタジオの「暗い」時間にセットでWPIXのロゴをオーバーレイする取り外し可能なロゴを使用して収録された（『デイリー・メールTV』の収録中のニュース速報状況では、WPIXは代わりにニュースルームからの報道を発信した）。
2020年1月、朝のニュース番組を拡大して9時台を含めた。2020年9月14日、10:00の1時間のニュース番組を追加し、ニューヨークで唯一の10:00のニュース番組になり、同ニュース放送は現在、4:00から10:00まで放送されている。
2021年にはニュースの拡大が増加し、2022年には16:00の1時間のニュース番組と週末朝のニュース番組（8:00～10:00）が追加された。
2022年3月28日、『PIX11 Evening News』と呼ばれる新しい毎晩30分間の18:30のニュース放送を再び追加し、現在、18:30にニューヨークで唯一のローカルニュース放送となっている。

### スポーツ番組
WPIXは、1951年から1998年まで、ニューヨーク・ヤンキース野球の地上波テレビ放送局として長年活躍した。メル・アレンは放送の主要アナウンサーを務め、1954年から1966年までレッド・バーバー、1957年から1996年までフィル・リズート、1997年から1998年までボビー・マーサーを務めた。彼の「Holy Cow!」というキャッチフレーズで、リズートは特に1970年代を通じて非常に人気を博した。
様々な時点で、WPIXはまた、メジャー・リーグ・ベースボールのニューヨーク・ジャイアンツ、ニューヨーク・フットボール・ジャイアンツ、ニューヨーク・ジェッツ、1984年から1991年にかけてプロレスリングUSA、AWAオールスター・レスリング、UWF、NWA/WCWワールドワイド、プロ、GLOW、1998年後半から1999年前半までのWWF（現：WWE）、NHLのニューヨーク・レンジャース、MISLのニューヨーク・アローズ、地元の大学バスケットボールなど、様々な企業のプロレスも放映した。しかし、WPIXがおそらく最大の名声とアイデンティティを獲得したのは、ヤンキース野球の報道を通じてだった。
WPIXは1998年にヤンキースの放映権をWNYWに失い、地域のケーブルスポーツネットワーク（この場合はMSG）がチームの放映権を獲得した結果、放映される試合が少なくなった。1999年、ニューヨーク・メッツの試合の権利を獲得したが、それまでのテレビ放映の全歴史（1962年以降）は（W）WORで過ごしていた。
2015年、ヤンキースは17年ぶりにWPIXに復帰し、WWOR-TVの代わりにYESネットワークのヤンキース放送パッケージを手に入れた。これらのゲームは、WPIXの既存のメッツ放送（スポーツネット・ニューヨークが制作）と共存していた。2022年に、これらのゲームはWPIXを離れてAmazon Prime Videoに移行した。
2013年以来、地上波サイマル放送の主要なローカル権利所有者であるWABC-TVとの取り決めにより、ジャイアンツまたはジェッツが関与するESPNの『マンデーナイトフットボール』テレビ放送をサイマル放送している。また、ジャイアンツやジェッツを含むNFLネットワークの『サーズデーナイトフットボール』のテレビ放送を行ってきた（殆どの場合、CBS、NBC、またはFOXで殆どの木曜日夜の試合をサイマル放送するというNFLの決定の前に）。
2017年3月、WPIXが2017年シーズンから選択されたニューヨーク・コスモスのサッカーゲームを放映することが発表された。

#### 注目の現在のスタッフ
- ベン・アーロン（英語版） - アンカー;『ニューヨーク・リビング（New York Living）』ホスト
- マリソル・カストロ（英語版） - アンカー;『ニューヨーク・リビング』ホスト
- クリス・チミノ（英語版） - 気象予報士;『ニューヨーク・リビング』ホスト
- タムセン・ファダル（英語版） - アンカー
- アリソン・ケーデン（英語版） - 総合職リポーター
- バイロン・ミランダ（英語版） - 気象予報士
- ジョン・モラー（英語版） - 朝のアンカー
- ジル・ニコリーニ（英語版） - 代理交通/エンターテインメントアンカー
- カイティ・トン（英語版） - 週末のアンカー
- クレイグ・トレッドウェイ（英語版） - 週末朝のアンカー/リポーター

#### 著名な過去のスタッフ
- クレイグ・アレン（英語版）（AMS承認シール） - 気象予報士 - 2010年 - 2020年
- ジョディ・アップルゲイト（英語版） - 2010年 - 2012年
- ブレンダ・ブラックモン（英語版）[90]
- レミー・ブルメンフェルド（英語版）
- ジョー・ボルトン（英語版） - 故人[91]
- シャロン・カーペンター（英語版） - 2010年 - 2011年
- ジャック・キャファティ（英語版） - 1992年 - 1998年;現：引退[92]
- ジェイソン・キャロル（英語版） - 現：CNNに所属[93]
- ジュリー・チャン（英語版） - 現：ロサンゼルスのKTTVに所属[94]
- リンダ・チャーチ（英語版） - 1990年 - 2017年;現：引退[95]
- モートン・ディーン（英語版） - 1985年 - 1987年;現：引退[96]
- ヴィンス・デメントリ（英語版）[97]
- ローリー・デュエ（英語版）[98]
- アーノルド・ディアス（英語版） - 調査担当リポーター;2022年3月に退職
- アンバー・リー・エッティンガー[99]
- エミリー・フランシス（英語版） - 2001年 - 2010年[100]
- ション・ゲーブルズ（英語版） - 現：アトランタのWANF[101]
- ジェリー・ジラード（英語版） - 1974年 - 1995年;故人[102]
- ドナ・ハノーバー（英語版） - 1983年 - 1990年[103]
- パット・ハーパー（英語版） - 1975年 - 1985年;故人[104]
- キャシー・ホッブズ（英語版） - 1997年 - 2009年
- リチャード・N・ヒューズ（英語版） - 故人
- ジャッキー・ハイランド（英語版） - 2000年 - 2005年及び2007年 - 2011年;最後はWRAL-TVに所属
- ビル・ジョーゲンセン（英語版） - 1979年 - 1987年;現：引退
- マーヴィン・キットマン（英語版） - 1973年 - 1974年;現：引退
- スカニャ・クリシュナン（英語版） - 2001年 - 2003年及び2005年 – 2017年;最後はWNYWに所属
- シャリ・ルイス（英語版） - 故人
- ライオネル（英語版） - 2009年 - 2015年
- リンダ・ロペス（英語版） - 現：WCBS Newsradio（英語版）
- パトリシア・ロペス（英語版）
- ジェフリー・ライオンズ（英語版） - 1970年 - 1991年
- サル・マルシアーノ（英語版） - 1995年 - 2008年;現：引退
- チャック・マッキャン（英語版） - 故人
- ジャック・マッカーシー（英語版） - 故人
- マイルズ・ミラー（英語版） - 2015年 - 2017年;現：WNBC
- ケイトリン・モンテ（英語版） - 2014年 - 2016年;現：ヒューストンのKRIV（英語版）に所属
- フェロニアス・ムンク（英語版） - 2011年 - 2012年
- メリンダ・マーフィー（英語版） - 2000年 - 2002年
- シモン・プロクペッツ（英語版） - 2004年 - 2009年
- サリー・ジェシー・ラファエル（英語版）
- フランシス・リヴェラ（英語版） - 2011年 - 2013年;現：NBCニュース及びMSNBCに所属
- ティム・ライアン（英語版） - 現：引退
- トニ・セネカル（英語版） - 2001年 - 2005年;現：WLNY-TV（英語版）の所属
- ボニー・シュナイダー（英語版）
- エリック・ショーン（英語版） - 現：FOXニュースに所属
- ジョヤ・シェリル（英語版） - 1970年 - 1982年;故人
- スコット・スタンフォード - 2013年 - 2019年
- デイビッド・サスキンド（英語版） - 故人
- アレン・スウィフト（英語版） - 故人
- ピーター・ソーン（英語版） - 2001年 - 2011年
- ジム・ワトキンス（英語版） - 1998年 - 2011年

### 広報・特別イベント
WPIXは、「デイリーニューズ」の所有下にあるそのルーツに触発されて、広報・特別イベント番組のリーダーだった。早い段階で、ニューヨーク市政府「市役所（City Hall）」を調査する最初の詳細な番組を提供した。子供向け番組のパーソナリティであるジャック・マッカーシーは、毎年恒例のセント・パトリックス・デー・パレードのWPIXの報道を定着させ、後に、コロンブス・デーとナショナル・プエルトリカン・デー・パレードをその集まりに追加した。その後、「エッセンス」誌に触発され、出版物の主任編集者であるスーザン・L・テイラーがホストを務めるシリーズである『エッセンス（Essence）』を制作した。WPIXはメイシーズの7月4日の花火イベントも放映した。ニューヨーク・シティ・マラソンと共に、WPIXがThe WBに参加した後、これらのイベントはWNBC（チャンネル4）に移動した。2000年以来、メイシーズの花火イベントは全国にNBCで放送され、WABC-TV（ローカル）とESPN2（ニューヨーク市以外では全国に）がマラソンを放送している。
特別ゲストのコビー・クランツ（Coby Kranz）は、2011年11月11日に11歳になった数少ない人物の1人だったため、11歳の誕生日に毎日のニュースコーナーに招待された。
『エディターズ・デスク』ホストのリチャード・D・ヘフナーは、他のニューヨークのスタジオに移る前に、WPIXによって制作された（同時にPBSメンバー局で放映された）『ジ・オープン・マインド』のホストを務めた。1992年以来、日曜日朝の30分間の広報及びインタビュー番組で、ニュースにおける国内および国際的な問題と、政治問題に関する議論に焦点を当てている『PIX News Closeup』（デビュー以来、WPIX上級記者のマービン・スコットがホストを務めている）を制作してきた。

## 技術情報

### サブチャンネル
デジタル信号は多重化されている。
| チャンネル | 解像度 | アスペクト比 | ショートネーム | 番組編成              |
| ---------- | ------ | ------------ | -------------- | --------------------- |
| 11.1       | 1080i  | 16:9         | PIX11          | メインWPIX番組/The CW |
| 11.2       | 480i   | 4:3          | Antenna        | アンテナTV            |
| 11.3       | 480i   | 16:9         | CourtTV        | コートTV              |
| 11.4       | 480i   | 16:9         | REWTV          | リワインドTV          |
| 11.5       | 480i   | 16:9         | QVC            | QVC                   |

2011年1月1日、トリビューンは、新しい第4のデジタルサブチャンネルを通じてWPIXと提携する新しいデジタル放送ネットワーク、アンテナTVを立ち上げた。2012年5月、アンテナTVをデジタルサブチャンネル11.2に移動し、デジタルチャンネル11.4を削除した（当時11.2で運用されていたエストレラTVは、現在、ネットワークの親会社であるエストレラ・メディアが所有するポートジャービスの低電力局WASA-LDと提携している）。11.4は、TBDの提携局として2018年に放送を再開した。2021年9月1日、11.4はネクスターが所有するクラシックネットワークのリワインドTVに切り替えた。

### アナログからデジタルへの変換
WPIXは、連邦政府が義務付けたアナログからデジタルテレビへの移行の一環で、2009年6月12日の12:30に、VHFチャンネル11を介したアナログ信号での通常の番組を終了した。局のデジタル信号は、移行前のUHFチャンネル33からVHFチャンネル11に移された。WCBS-TVは、チャンネル52～69の段階的廃止の結果、チャンネル56からデジタル信号を移動したため、チャンネル33の割り当てを引き継いだ。